# تودور آتاناسکوف
تودور آتاناسکوف (انگلیسی: Todor Atanaskov؛ زادهٔ ۱۷ ژانویه ۱۹۱۹) بازیکن فوتبال است.
از باشگاه‌هایی که در آن بازی کرده است می‌توان به باشگاه فوتبال ستاره سرخ بلگراد اشاره کرد.
وی همچنین در تیم ملی فوتبال بلغارستان بازی کرده است.